# De Nederlandsche Leeuw
De Nederlandsche Leeuw, voluit De Nederlandsche Leeuw. Tijdschrift van het Koninklijk Nederlandsch Genootschap voor Geslacht- en Wapenkunde, voorheen Maandblad van het Genealogisch-heraldiek Genootschap "De Nederlandsche Leeuw", is een sinds 1883 verschijnend tijdschrift op het gebied van de genealogie en heraldiek. Het is het orgaan van het even oude Koninklijk Nederlandsch Genootschap voor Geslacht- en Wapenkunde, dat aanvankelijk maandelijks verscheen en tegenwoordig viermaal per jaar verschijnt. Aanvankelijk richtte het tijdschrift zich vooral op de bestudering van adellijke en regentenfamilies. Na de Tweede Wereldoorlog kregen ook andere families aandacht en werd het wetenschappelijk niveau van het tijdschrift verhoogd.